# Balongan (plaats)
Balongan is een bestuurslaag in het regentschap Indramayu van de provincie West-Java, Indonesië. Balongan telt 5470 inwoners (volkstelling 2010).